# Georgios Papandreou
Georgios Papandreou (grekiska: Γεώργιος Παπανδρέου), född 13 februari 1888 i Kalentzi, Achaia, Peloponnesos, död 1 november 1968 i Aten, var en grekisk politiker. Papandreou var Greklands premiärminister under tre perioder. Han är far till politikern Andreas G Papandreou, och farfar till politikern Giorgos Papandreou.
Georgios Papandreou blev tidigt anhängare till den liberalism som Eleftherios Venizelos företrädde, och motståndare till kung Konstantin I. Papandreou hade ett flertal olika ministerposter i regeringen, och utsågs till premiärminister i exilregeringen i Kairo 1944. 1961 bildade han Centerunionen, ett liberalt parti, och som partiledare för detta valdes han 1963 till premiärminister. Han avskedades från den posten 1965. Under militärjuntans regim satt Papandreou i husarrest, och släpptes först en kort stund före sin död 1968.